# Dzielnica IX Łagiewniki-Borek Fałęcki
Dzielnica IX Łagiewniki-Borek Fałęcki ist der neunte Stadtbezirk von Krakau in Polen, dieser umfasst eine Fläche von 5,41 km² und zählt 15.235 Einwohner mit einer Bevölkerungsdichte von 2817 Einwohnern/km². Der Bezirk entstand 1990 durch Aufteilung des Bezirks Podgórze. Namensgebend sind die beiden Orte Łagiewniki und Borek Fałęcki.

## Gliederung

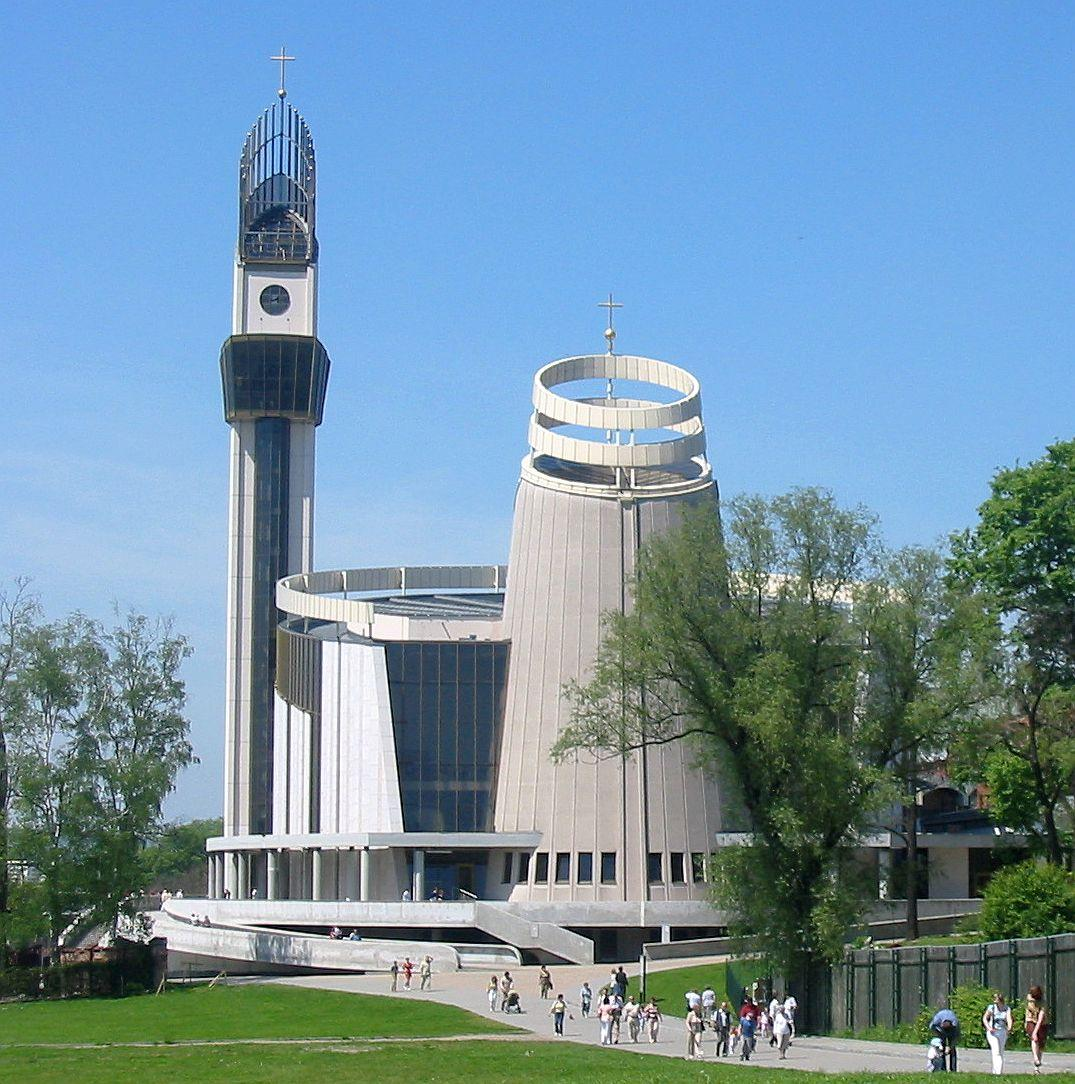
Sanktuarium in Łagiewniki

Lage des Stadtbezirks Łagiewniki-Borek Fałęcki in Krakau

- Borek Fałęcki
- Łagiewniki
- Osiedle Cegielniana
- Osiedle Zaułek Jugowicki